# Genrich Osipovič Graftio

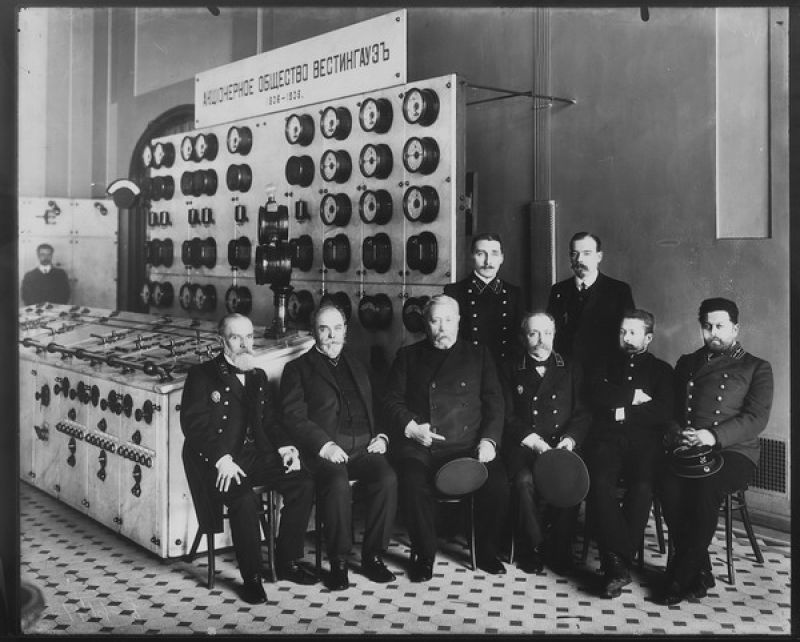
Velín elektrárny tramvajové dráhy v Petrohradě, G.O.Graftio stojící vlevo (1907)

Genrich Osipovič Graftio (rusky Генрих Осипович Графтио, 26. prosince 1869 Daugavpils – 30. dubna 1949 Leningrad) byl ruský a sovětský vědec, elektroinženýr a energetik, člen akademie věd SSSR. Vytvořil první projekt železnice s elektrickou trakcí v Rusku. Byl průkopníkem ruské vodní energetiky, tramvajové dopravy v Petrohradě, realizoval provoz první energetické sítě na světě. Stal se jedním z nejvýznamnějších členů Komise pro elektrifikaci Ruska GOELRO.

## Životopis

### Dětství a studia
Předkové z mužské linie přišli do Ruska z Holandska za vlády Kateřiny Veliké. Příjmení Graftio bylo někdy komoleno jako hrabě Tio. Genrich Osipovič se narodil 26. prosince 1869 na západě Ruského impéria, v lotyšském Daugavpils v rodině železničního inženýra Osipa Ivanoviče Graftia. Město bylo významným železničním uzlem na trati Petrohrad-Varšava a technický a průmyslový význam ovlivňujícího prostředí dal vzniknout budoucí životní orientaci. Inspirující osobností byl především otec, držitel patentu na měření rychlosti vlaku. Do studia technických oborů se tak Genrich Osipovič mohl pustit s plnou podporou rodiny. V souvislosti s výstavbou tratě Lozovja-Sevastopol se rodina odstěhovala do Simferopolu. Po úspěšném absolvování gymnázia v Simferopolu nastoupil ke studiu na Matematicko-fyzikální fakultě Novorossijské University v Oděse.
V roce 1896 absolvoval Institut inženýrů dopravních spojů imperátora Mikuláše I v Petrohradě. Jako jeden z nejlepších absolventů byl vyslán do zahraničí a do roku 1900 studoval v Evropě i v USA problematiku vodních elektráren a elektrických drah.

### Ve službách pro energetické potřeby Ruska a SSSR
V letech 1900–1904 vytvořil první projekt železnice s elektrickou trakcí v Rusku, v roce 1905 navrhl vodní elektrárnu na řece Vuoksa. V roce 1906 dohlížel na výstavbu tramvajové sítě v Petrohradě. V letech 1907–1911 vypracoval projekty elektrifikace železnic na Krymu a v Zakavkazsku, v letech 1910–1911 vznikl projekt energetického využití řeky Volchov. Od roku 1907 vyučoval na Petrohradském elektrotechnickém institutu, od 1921 jako řádný profesor. Byl jedním z iniciátorů a vůdčích postav komise pro elektrifikaci Ruska GOELRO, přímo dohlížel na sekci elektrifikace Kavkazu a sekci elektrifikace dopravy. Jeho nejvýznamnějšími projekty se staly Volchovská (1926) a Dolnosvirská vodní elektrárna (1935).
V letech 1938–1945 pracoval ve funkci vrchního inspektora pro výstavbu vodních elektráren Ministerstva elektráren SSSR. Během Velké vlastenecké války (1941–1945) se věnoval evakuaci průmyslu do Střední Asie, později obnově elektrifikace osvobozených území. Po válce se vrátil do Leningradu, kde se věnoval rozvoji energetického potenciálu. Zde zemřel 30. dubna 1949, pochován tamtéž na Bolšeochtinském hřbitově.  

### Osobnostní charakteristika
Genrich Osipovič Graftio byl odborníkem respektovaným doma i v cizině. Hovořil plynně německy, francouzsky, italsky, švédsky i anglicky. V komisi GOELRO pracoval pod plnou důvěrou Vladimíra Iljiče Lenina. Přesto po celý život zůstal apolitickým technokratem, kterému sovětský režim pouze umožnil realizovat projekty o kterých za carského Ruska mohl jenom přemýšlet. Jeho největší múzou byla manželka Antonie Adamovna, které v úvodech projektů věnoval formálně všechna svá díla. Slavnostní spuštění prvních agregátů obou svých vodních elektráren dokázal načasovat na 19. prosinec, na dny výročí jejich svatby.

## Nejvýznamnější dílo

### Elektrifikace kolejové dopravy
Vzhledem k původu a vzdělání byla první pozornost mladého inženýra orientována na elektrizaci kolejové dopravy. Na prvních projektech elektrizace železnic začal pracovat již od roku 1901. V roce 1906 byl radnicí Petrohradu pověřen řízením prací při budování tramvajové sítě hlavního města. Pod jeho vedením vznikla centrální elektrárna se třemi parními turbínami, tři rozvodny, bylo rozvedeno více než 100 km trolejového vedení. Vznikly tři vozovny s více než stovkou tramvajových vagónů. Slavností jízda první soupravy byla uskutečněna 29. září 1907 na dvoukilometrovém okruhu a vůz řídil sám Genrich Osipovič Graftio.
V roce 1912 pod jeho vedením začaly práce na elektrifikaci Oranienbaumské dráhy. Poruchy, které byly vesměs způsobeny zásobováním sítě energií, vedly jednak k návratu parní trakce, jednak k následující orientaci vědce na elektrizaci sítí a vývoj energetických soustav.

### Paralelní zapojení elektráren do energetické soustavy
Ve spolupráci s profesorem Michailem Andrejevičem Šatelénem realizoval v Zakavkazí 26. března 1913 provoz prvního energetického systému při paralelním zapojení vodní a dieselové elektrárny. Vůz lázeňské dráhy města Kislovodsk odebíral při napětí 8kV zhruba hodinu z jednotné sítě výkon kolem 50 kW. Elektrárny byly od sebe vzdáleny 20 km. Úspěšný pokus se stal základem pro budování jednotné energetické soustavy. Vodní elektrárnou, zapojenou do systému, bylo rovněž společné dílo profesorů Šateléna a Graftia, elektrárna Bjelyj ugol.

### Vodní energetika
Elektrárna Bjelyj ugol splnila svůj historický úkol, ovšem při výkonu pod 1 MW. Genrich Osipovič hledal hydrotechnický potenciál mnohem větší. O výkonech velkých ruských řek uvažoval již ve studentských letech. Od roku 1901 předkládal projekty využití karelské dravé řeky Vuoksa na Imatrovských vodopádech i projekty využití Něvy jako významného zdroje nízkotlakého. Pozornost od počátku zaujímaly řeky Volžsko-baltské vodní cesty, řeky Svir a Volchov.  

#### Volchovská vodní elektrárna
Petropavlovské peřeje na řece Volchov Genrich Osipovič navštívil již v roce 1905. V letech 1909–1911 vypracoval velkolepý projekt na jejich využití včetně systému vedení 110 kV. V cestě realizace projektu byla především uhelná lobby, prosazující tepelné elektrárny, ale i problémy s majiteli pozemků. Projekt se však dostal okamžitě na čelní místo při vzniku Komise pro elektrifikaci Ruska. V roce 1926 byl poprvé spuštěn agregát „milovaného prvního vodního dítěte GOELRO“. Sovětský režim dokázal na výstavbu, jejímž řízením byl pověřen autor projektu, vyčlenit potřebnou pracovní sílu a finanční prostředky.

#### Kaskáda na Dněpru
Po dostavbě Volchovské elektrárny se pozornost Komise pro elektrifikaci Ruska obrátila k Dněpru. Do finálního kola se dostal projekt Genricha O. Graftia navrhující tři nižší stupně a projekt Ivana Gavriloviče Alexandrova na stavbu jediné vysoké přehrady. Ekonomické ukazatele zcela jasně hovořily ve prospěch Graftiova díla, o výsledku však rozhodl J.V.Stalin, který zvolil giganticky projekt Alexandrovův jako prostředek propagandy a „vývozu revoluce“.

#### Dolnosvirská vodní elektrárna
Celý název díla zní Dolnosvirská vodní elektrárna G.O. Graftia. Od stavby se poprvé odvíjelo napětí 220kV. Světovou premiérou zde byla stavba vodního díla této velikosti na stlačitelném podloží. Na základě výpočtů i modelových zkoušek byla stavba elektrárny i betonové přelivové hráze uskutečněna mimo svislici ve směru proti toku vody. Konečná poloha gravitačních částí byla pak výsledkem součtu působení hmotnosti díla i tlaku vody. Toto řešení bylo později použito v projektech vodních děl na Volze. První agregát byl spuštěn 19. prosince 1933, poslední v roce 1935. Elektrárna byla poškozena válečnými událostmi. Plného výkonu 100 MW opět dosáhla v roce 1948, rok před autorovou smrtí.

## Galerie

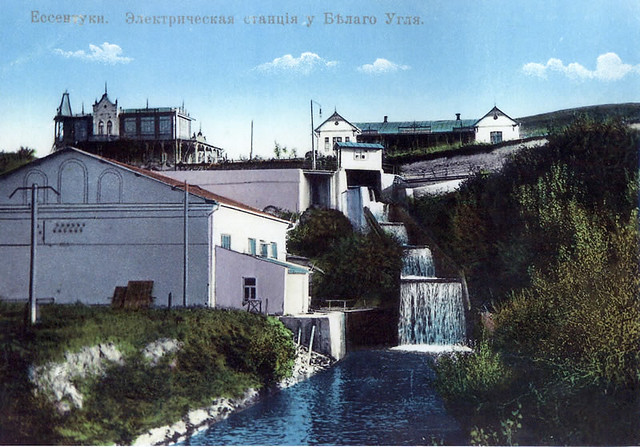
Elektrárna Bjelyj ugol
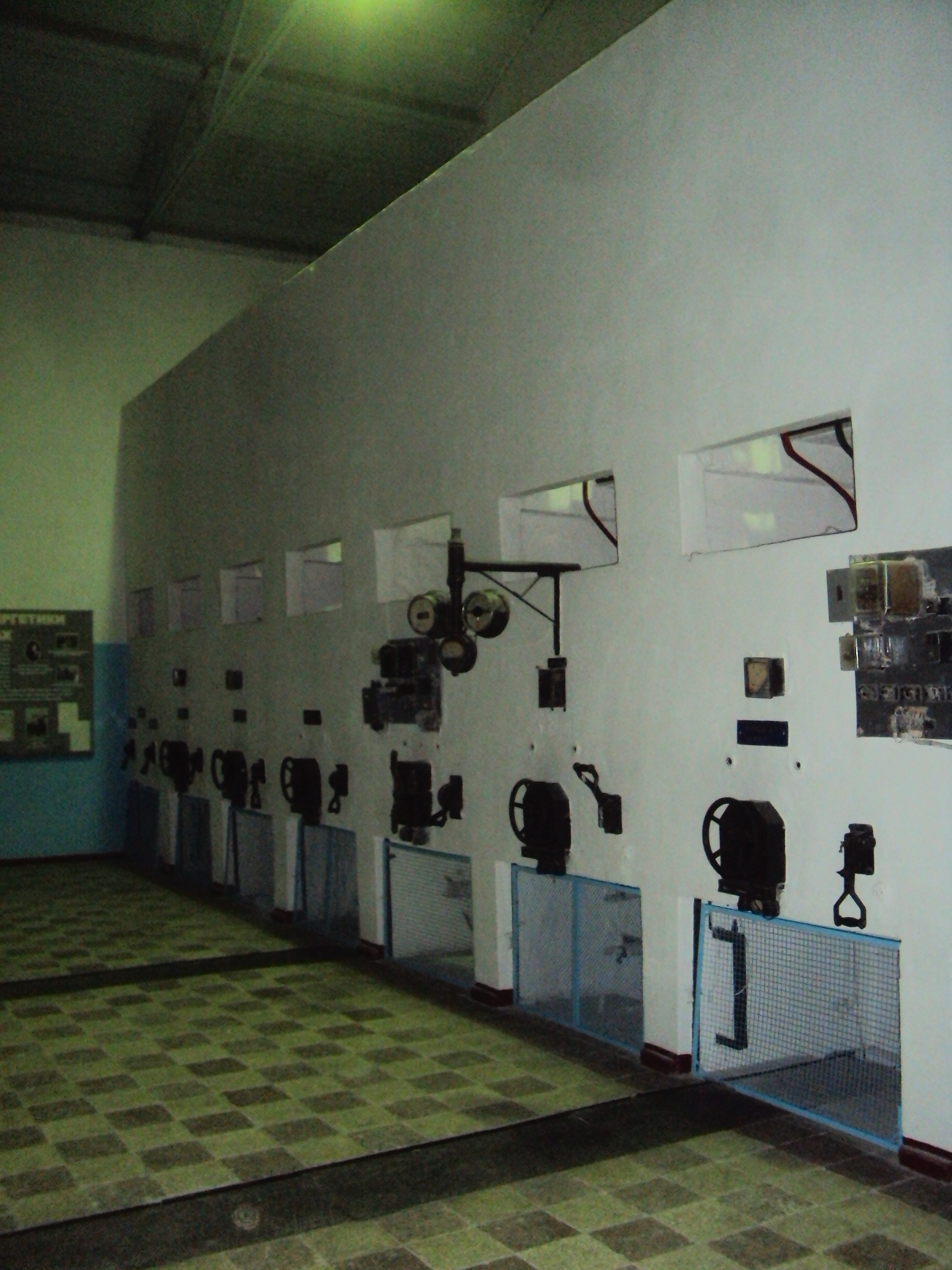
Bjelyj ugol – historický velín
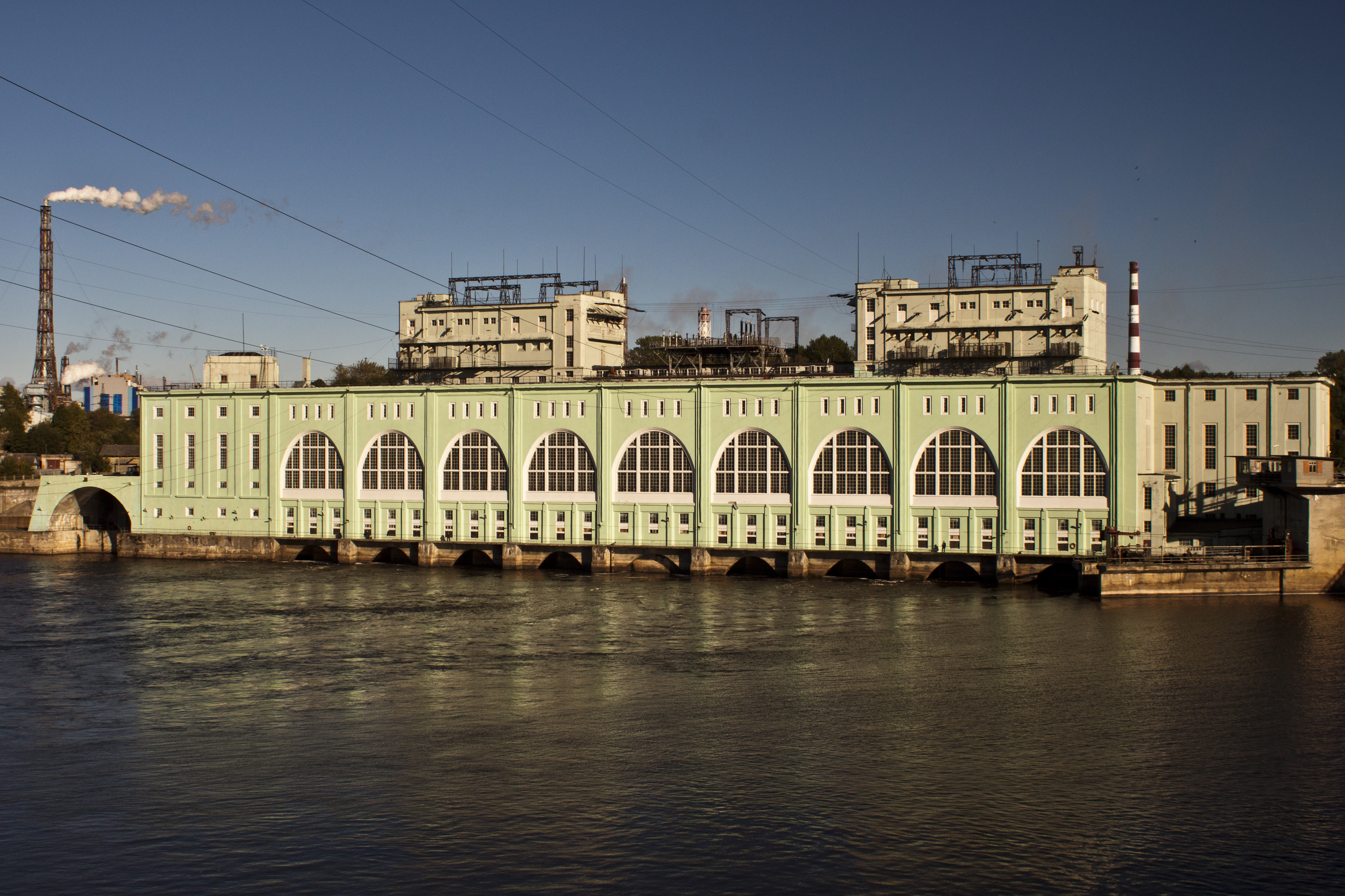
Volchovská elektrárna
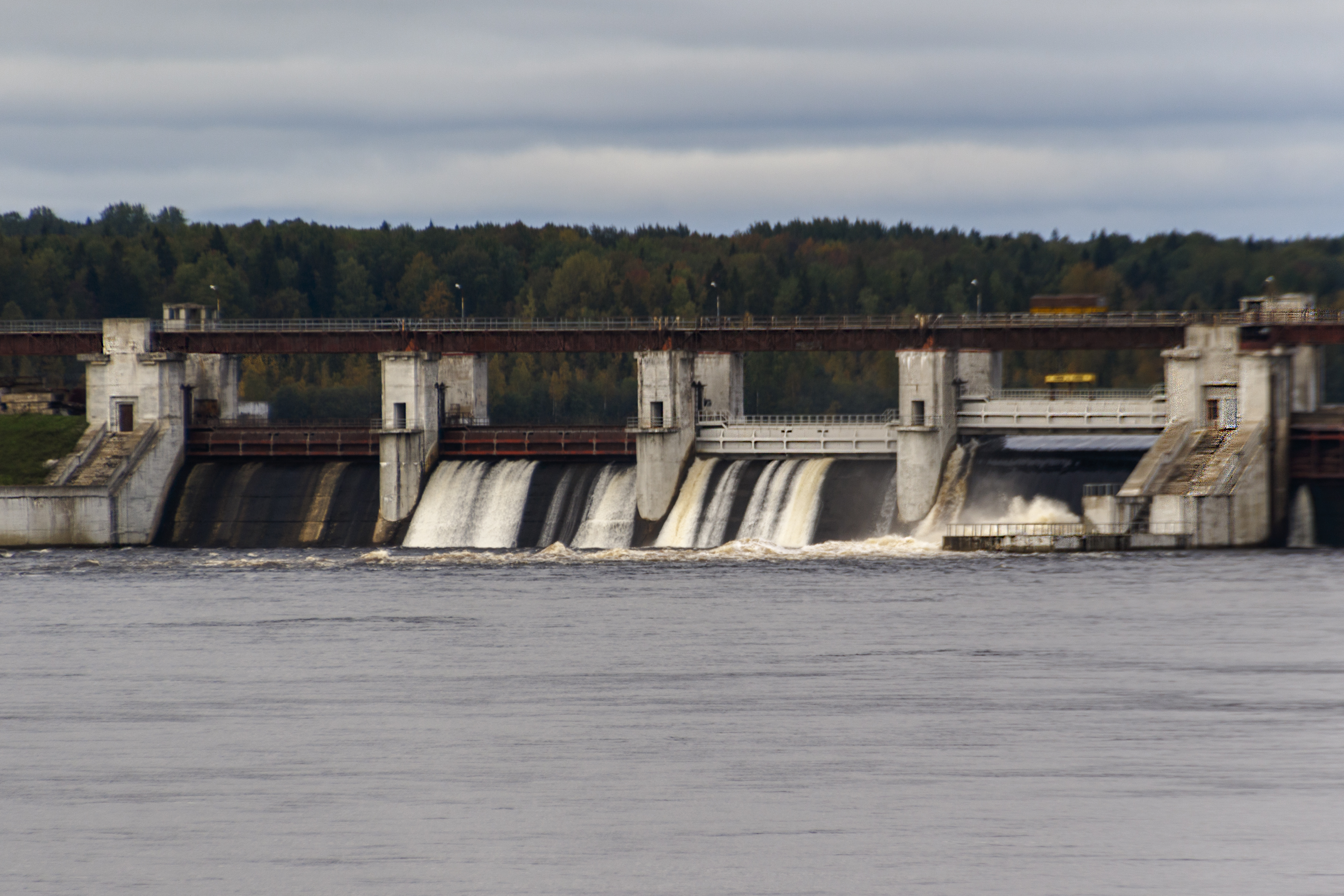
Hráz Dolnosvirské elektrárny
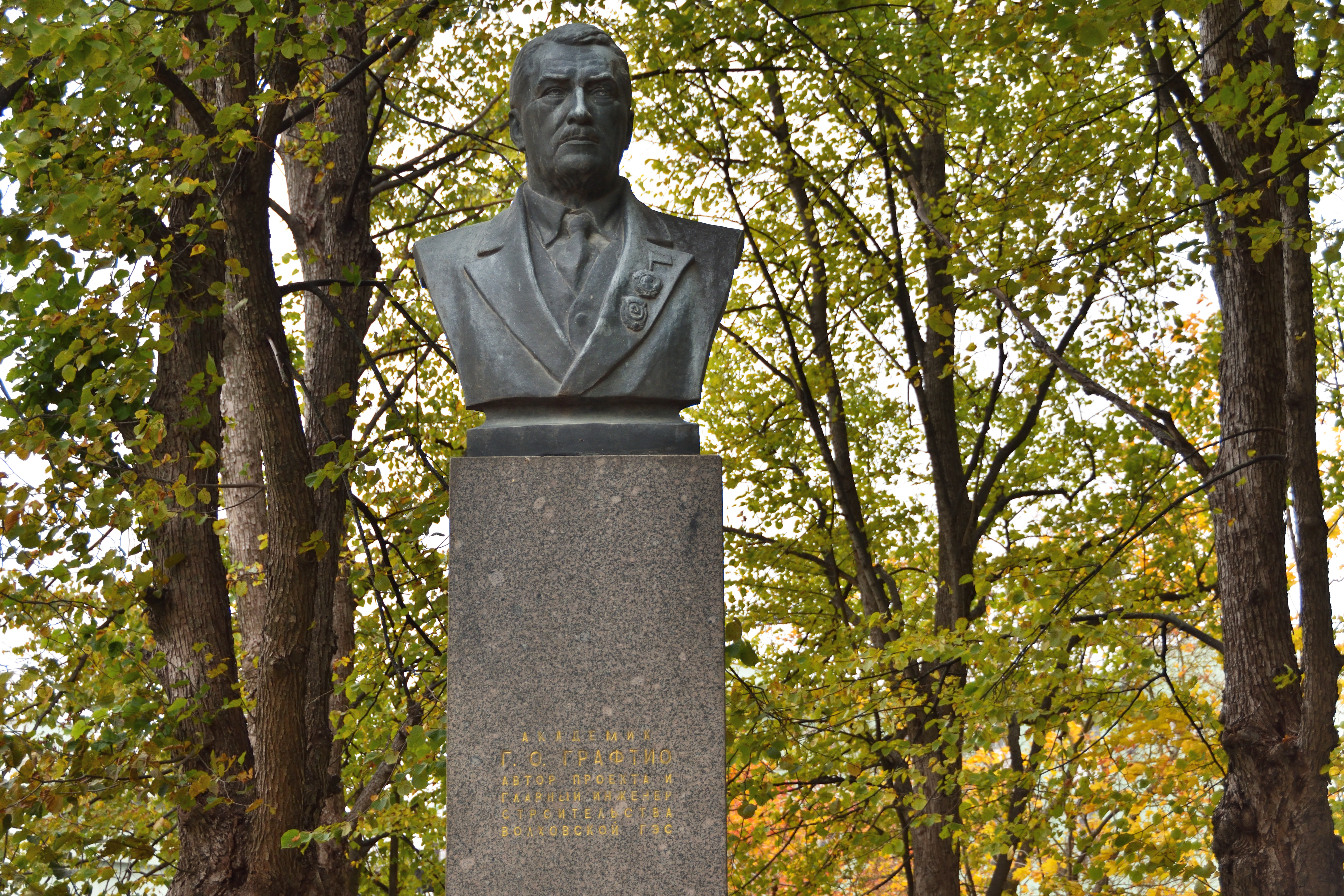
Památník G.O.Graftia ve Volchově
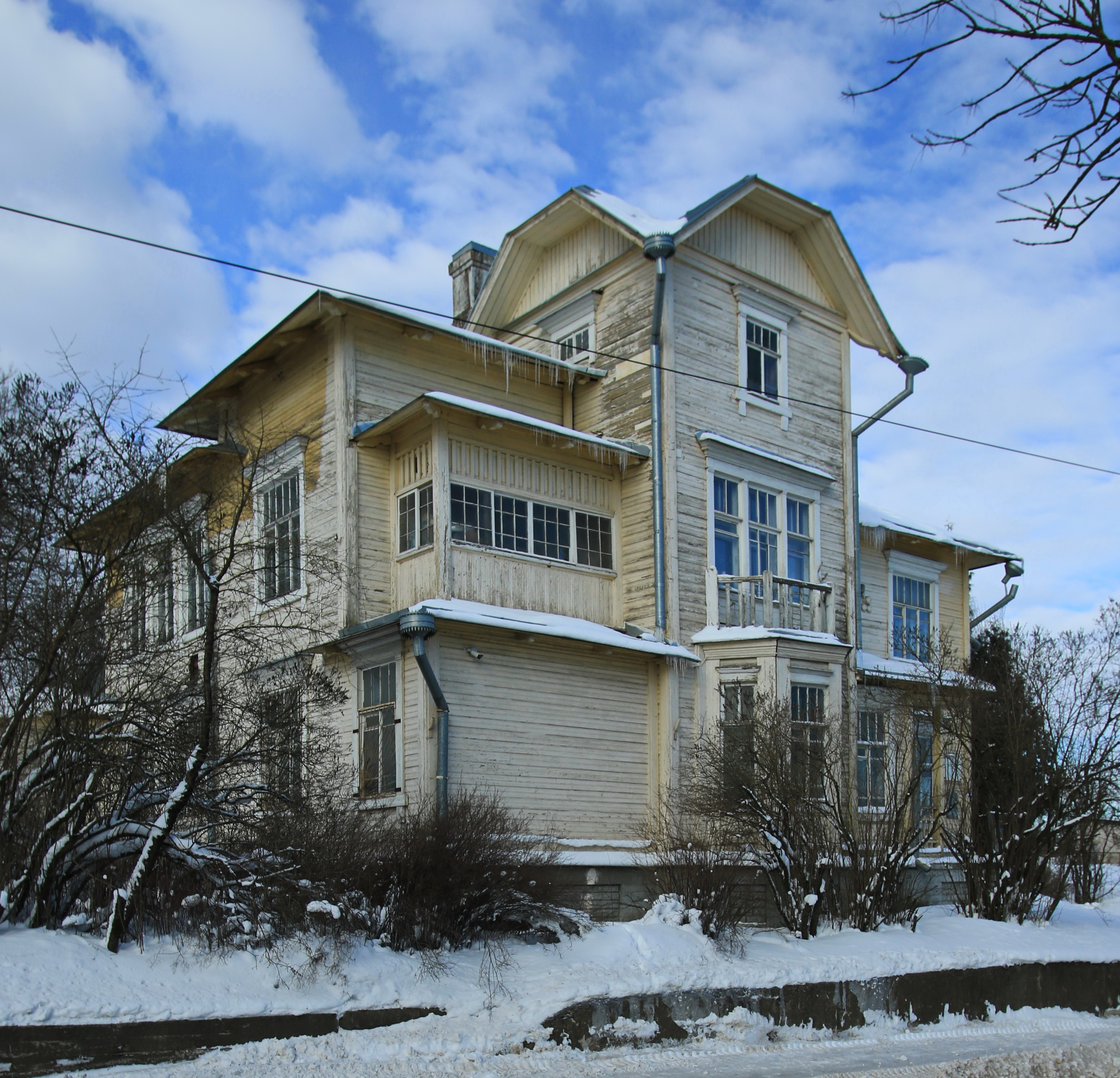
Vila a muzeum G.O.Graftia ve Volchově